# اسمیت ولی (نوادا)
اسمیت ولی، نوادا (به انگلیسی: Smith Valley, Nevada) یک سکونتگاه مسکونی در ایالات متحده آمریکا است که در نوادا واقع شده‌است.

## خصوصیات
اسمیت ولی ۳۱۷٫۴ کیلومترمربع مساحت و ۱٬۶۰۳ نفر جمعیت دارد.